# Henri Matisse
Henri Émile Benoît Matisse (Le Cateau-Cambrésis, 31 de diciembre de 1869-Niza, 3 de noviembre de 1954) fue un pintor francés conocido por su uso del color y por su empleo original y fluido del dibujo.
Como dibujante, grabador, escultor, pero principalmente como pintor, es reconocido ampliamente, junto con Pablo Picasso, como uno de los grandes artistas del siglo XX. Al inicio de su carrera, se le identificó con el fovismo y para los años 1920 ya se había destacado por su maestría en el lenguaje expresivo del color y del dibujo, la cual desplegó en una inmensa producción que se extendió por más de medio siglo, y que consagró su reputación como una de las figuras centrales del arte moderno. Durante su trayectoria, supo conjugar en sus obras la influencia de artistas como Van Gogh o Gauguin, con la de las cerámicas persas, el arte africano o las telas moriscas. 

## Biografía
Nació en una pequeña localidad al norte de Francia, en el seno de una familia dedicada al comercio, específicamente de semillas. En 1887, se trasladó a París para estudiar leyes, al tiempo que trabaja como administrativo de Le Cateau-Cambrésis. 
Comenzó a pintar en 1889, cuando convaleciente de una apendicitis su madre le llevó elementos para pintar. Dijo de este momento de su vida que descubrió «una especie de paraíso». Y a partir de entonces decidió convertirse en artista plástico, a pesar de que esto decepcionó profundamente a su padre. En París asistió a cursos en la Académie Julian y en 1892 ingresó en la École des Beaux-Arts, donde recibió clases en el taller del pintor simbolista Gustave Moreau, y donde coincidió con Rouault, Camoin y Marquet, además de relacionarse también con el artista Dufy, discípulo de Pierre Bonnard.
Al comienzo de su trayectoria artística, practicó el dibujo del natural en un estilo más bien tradicional, como se aprecia en El tejedor bretón, y realizó copias en el Louvre. Más adelante pasó a pintar luminosos paisajes de Córcega y de la Costa Azul, dejándose llevar por los aires impresionistas de la época, y practicó esporádicamente el divisionismo. 
Como estudiante de arte, su pintor más admirado fue Chardin, realizando copias de las cuatro piezas del Louvre.
El 31 de agosto de 1894 nació su hija Marguerite, cuya madre, Caroline Joblaud, había sido una de sus modelos. El 8 de enero de 1898, Matisse se casó con Amélie Parayre, con quien tuvo dos hijos, Jean en 1899 y Pierre en 1900, nacidos en Toulouse, donde los Matisse vivían cerca de los padres de Amélie. Los Matisse criaron a los tres niños.
En 1896 expuso cuatro lienzos en la Société Nationale des Beaux Arts con notable éxito. Muchas de las pinturas entre 1898 y 1901 recurren al divisionismo, técnica que adopta después de leer un escrito de Paul Signac, "D'Eugène Delacroix au Néo-impressionisme".
Con el comienzo del siglo, lideró junto con André Derain un grupo conocido como fovismo. Un movimiento efímero que celebró tres exposiciones. La primera de ellas fue en el Salón de otoño de 1905.

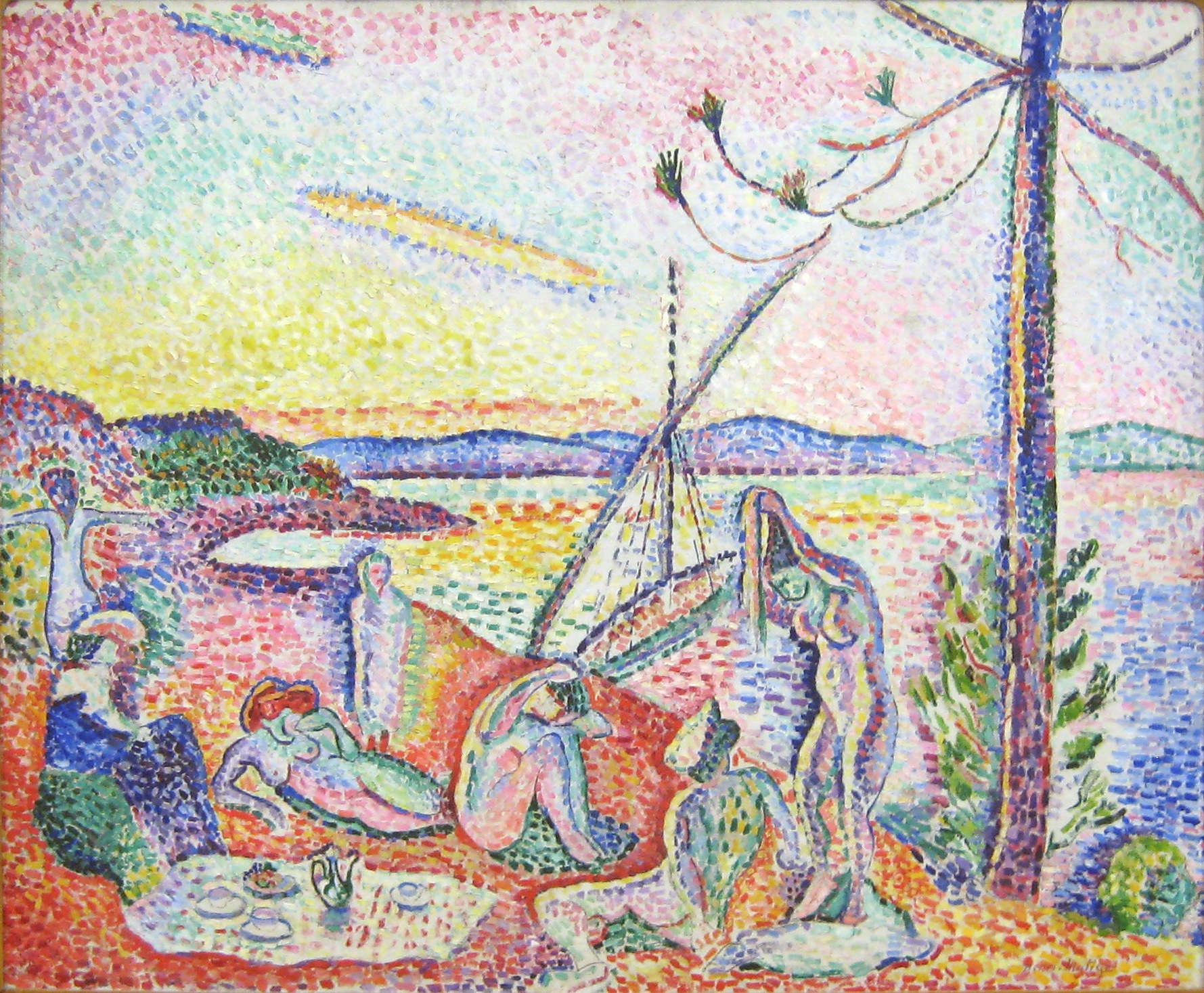
Luxe, calme et volupté (Lujo, calma y voluptuosidad), 1904-1905. Óleo sobre lienzo, 98,3 x 118,5 cm, París, musée d'Orsay. Con un título tomado de Charles Baudelaire y presentada en el salón de 1905, la obra constituye un manifiesto de las aspiraciones de Matisse a alcanzar «un arte de equilibrio, de pureza y serenidad, desprovisto de temas inquietantes o depresivos»

La primera muestra individual la realizó en la galería Ambroise Vollard en 1904, año en el que pinta su trabajo divisionista más importante, Luxe, calme et volupté, con poco éxito. El uso del color se había hecho más pronunciado, por influencias de Signac y Henri Edmond Cross. En 1905, los artistas del fovismo exponen en el Salon d'Automne. Las pinturas expresan emoción con colores salvajes y disonantes. El crítico de arte Louis Vauxcelles dijo: «Donatello au milieu des fauves!» (‘Donatello entre bestias salvajes’), refiriéndose a una escultura de tipo renacentista que estaba en el salón donde se celebraba la exposición.
Mostró Ventana abierta, Collioure (La fenêtre ouverte) (óleo de 55,3 cm x 46 cm; 1905) y Mujer con sombrero (Femme au chapeau) (óleo de 79,4 cm × 59,7 cm; 1905). La muestra en general y el material de Matisse en particular resultaron un escándalo para la época y fueron objeto de una crítica muy agresiva.
En algunas de sus figuras pintadas hacia fin de siglo está presente la influencia de Cézanne, pero a partir de 1905 su estilo se hizo más definido y pintó a la manera fauve: supresión de detalles y tendencia a la simplificación, con lo que obtuvo cuadros impregnados de paz y armonía, como Lujo, calma y voluptuosidad o El marinero de la gorra. Mediante zonas de color diferenciadas, tradujo la forma de los objetos y el espacio existente entre ellos, además de introducir arabescos y crear un ritmo característico en sus cuadros, como en Las alfombras rojas. Su uso del color fue de una gran sensualidad, aunque siempre muy controlada por una metódica organización estructural. Como él mismo declaró: «Sueño con un arte de equilibrio, de tranquilidad, sin tema que inquiete o preocupe, algo así como un lenitivo, un calmante cerebral parecido a un buen sillón». Otro de sus rasgos peculiares es la sensación de bidimensionalidad de cuadros como La habitación roja (o Armonía en rojo) o Naturaleza muerta con berenjenas, en los que la ilusión de profundidad queda anulada mediante el uso de la misma intensidad cromática en elementos que aparecen en primer o en último plano (Taller en rojo).

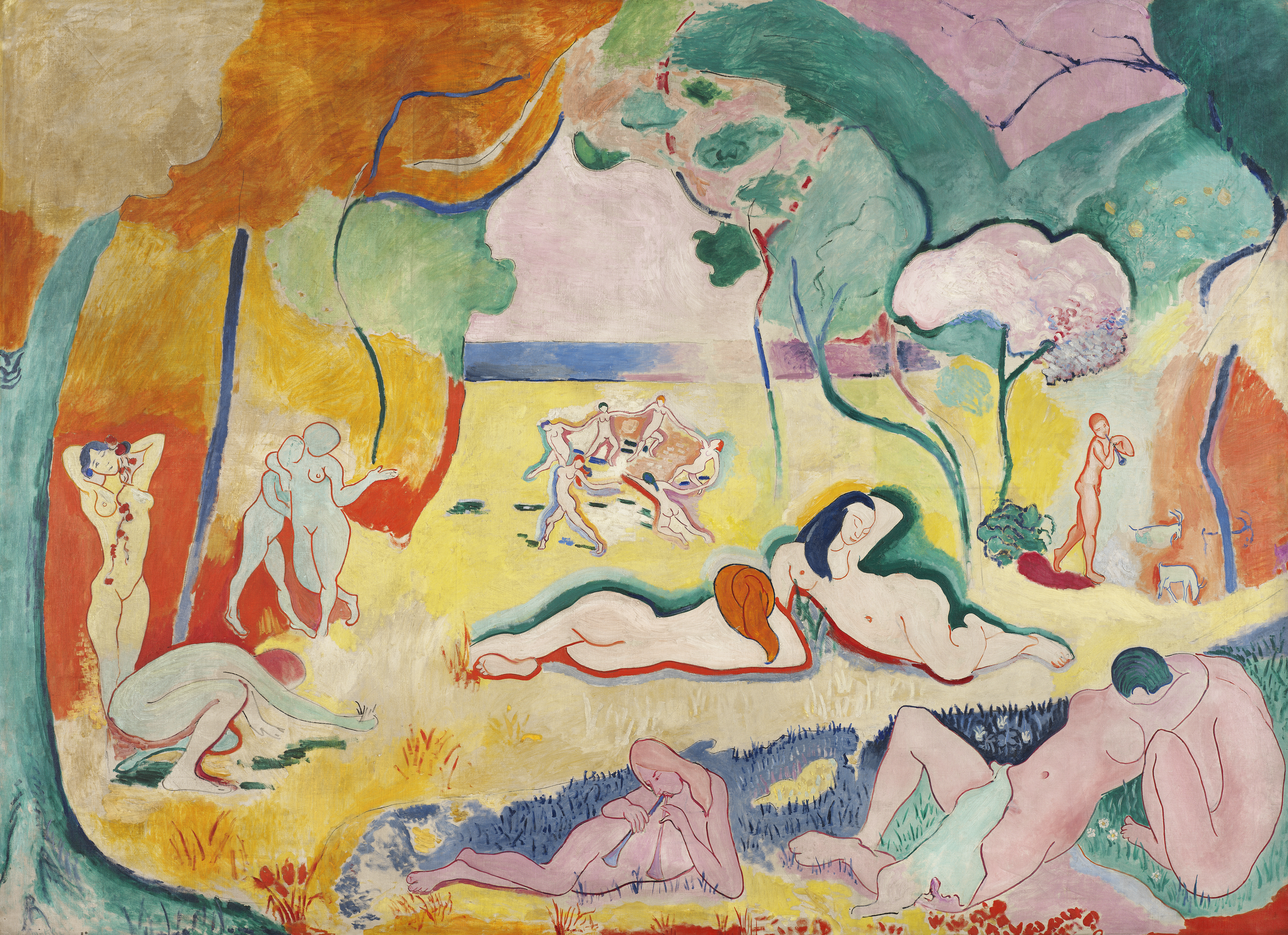
Joie de vivre (La alegría de vivir). Óleo sobre lienzo, 175 x 241 cm. Filadelfia, Barnes Foundation. Presentado en el Salon des Indépendants de 1906, situó a Matisse como líder indiscutible de los fovistas.

En 1910 viajó a España; en Madrid visitó el Museo del Prado y su estancia en Granada y Sevilla contribuyó a acercarle a la estética oriental. 
En 1912 y 1913 viajó a Marruecos, donde la luz le inspiró cuadros sobre paisajes mediterráneos de gran colorido, como Los marroquíes. Actualmente, la habitación que ocupó Matisse en estos viajes en el Hotel Villa de France, de Tánger, puede ser visitada y rentada.
Hacia 1916 se inició un periodo en el que se percibe la influencia del movimiento cubista, de creciente importancia, que se traduce en un concepto más geométrico de las formas y una simplificación aún mayor, como en El pintor y su modelo.
Hacia 1917 se instaló en Niza, conoció a Renoir, y su estilo se hizo más sutil. Produjo en este periodo algunas de sus obras más célebres, como Ventana en Niza y la serie de las Odaliscas, donde queda claramente plasmado el gusto de Matisse por la ornamentación y el uso de arabescos.
Hacia la década de 1940, el colorido de sus telas se tornó más atrevido, como en La blusa rumana y en el Gran interior rojo, antecedentes de los gouaches que realizó a finales de los años 1940, en los que cortaba y pegaba papeles coloreados. Es famosa en esta técnica su serie Jazz, de 1943-1946.

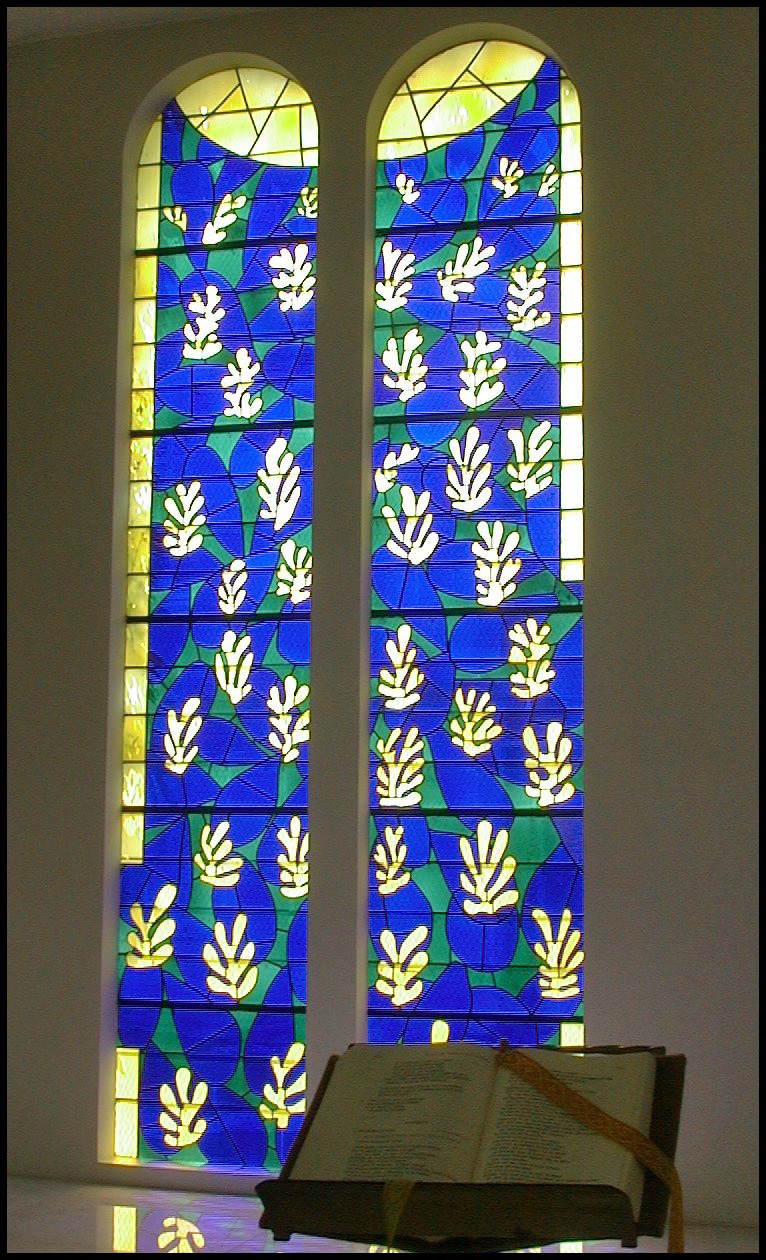
Vidriera de la capilla del Rosario de Vence, 1949-1951.

En 1950 decoró la capilla del Rosario de las dominicas de Vence, la obra que mejor expone su tendencia simplificadora hacia formas más planas. En 1951, a través de su amistad con Monique Bourgeois, -una artista que en 1944 decidió hacerse monja dominica- Matisse le prometió que se ocuparía de realizar una capilla de tejado azul y blanco coronada con una cruz de hierro forjado. Además de la capilla, realizó un Vía Crucis —realizado en un único conjunto, compuestas de siluetas en negro— y se ocupó del mobiliario, las vestimentas litúrgicas, una figura de santo Domingo, un fresco de la Virgen y el Niño, las vidrieras.
Realizó así mismo un gran número de dibujos a pluma e ilustraciones para escritores como Mallarmé y Joyce. En cuanto a sus grabados, el número de piezas alcanza las quinientas, entre litografías, aguafuertes y xilografías. También esculpió en bronce y colaboró escribiendo artículos para distintas revistas especializadas.
En 1963 se abrió en Niza el Museo Matisse, que reúne una parte de su obra.

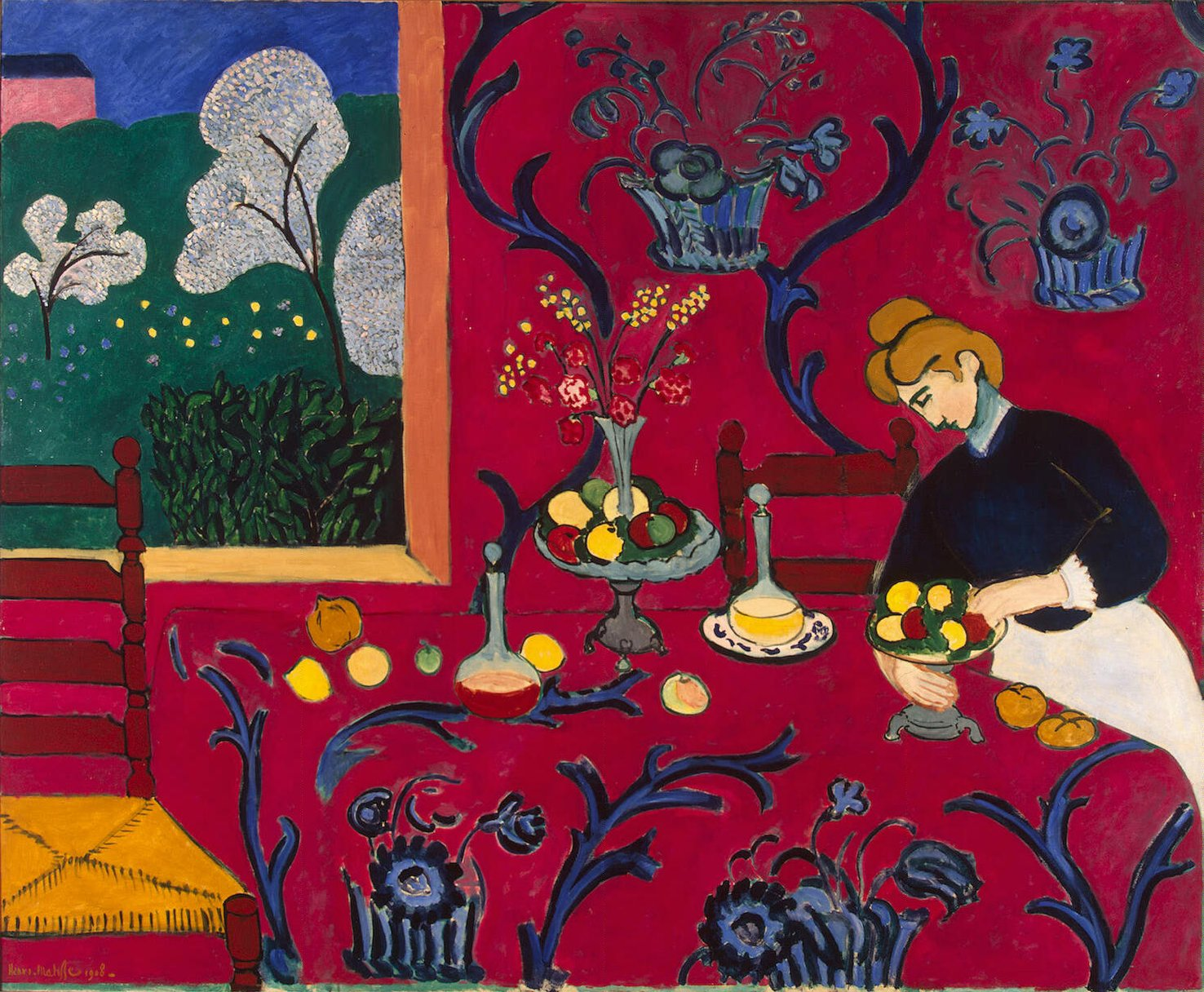
Armonía en rojo/La mesa roja del comedor, 1908. Óleo sobre lienzo, 180 x 220 cm. San Petersburgo, Museo del Hermitage.

## Obra

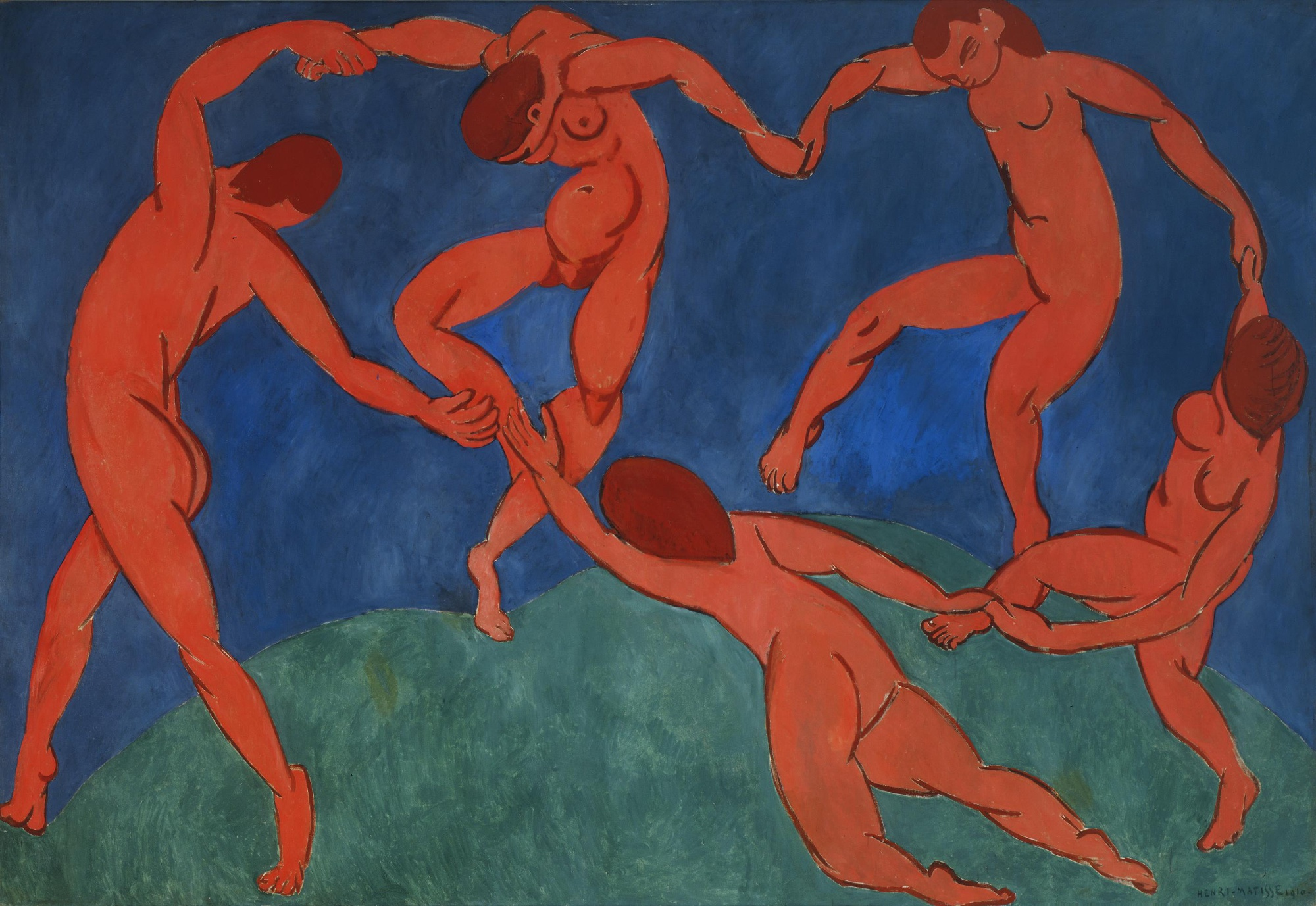
La danza, 1909-1910. Óleo sobre lienzo, 260 x 391 cm. San Petersburgo, Museo del Hermitage.

A diferencia de la variedad que es posible encontrar en la obra de algunos de sus contemporáneos como Picasso, la búsqueda de Matisse se centró en el equilibrio entre color y forma. Esto se puede ver desde el primer cuadro que le abre camino en la escena artística, Lujo, calma y voluptuosidad de 1904, el cual está rodeado de simplicidad y frescura, al mismo tiempo que denota una reflexión profunda.

En 1908, en su escrito Notas de un pintor (Notes d'un peintre) Matisse subraya su interés en el color al decir que hay que proteger su intensidad a través del orden. Años más tarde, habla de una "belleza" propia de los colores la cual se debe preservar; es un asunto, dice, de construcción y de organización que busque mantener la "bella frescura de los colores" intacta.
Ce qui conte le plus dans la couleur, ce sont des rapports. Grâce à eux, et à eux seuls, un dessin peut être intensément coloré, sans qu'il soit besoin d'y mettre de la couleur. (Lo que es más importante con el color son las relaciones. Gracias a ellas, y solo a ellas, un dibujo puede tener un color intenso sin necesidad de que haya color).

### El fovismo y el color
Como todos los artistas que se identifican con este movimiento, Matisse busca liberar al color de la referencia a los objetos, logrando así su máxima expresividad. Su obra durante este breve periodo (1905-1907) se caracteriza así por enfrentar tonos puros para así resaltar los planos. Al igual que el resto de los miembros del fovismo, el paisaje y el retrato son los géneros más abordados, como puede constatarse en sus obras Vista de Collioure (Vue de Collioure) (1905), Mujer con sombrero (1905) o La gitana (La Gitane) (1906).

### La influencia marroquí

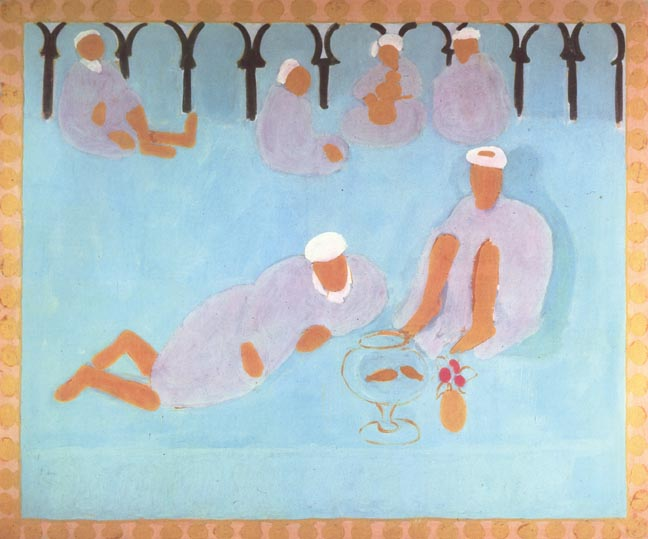
Café marroquí (1913), Museo del Hermitage, San Petersburgo.

A pesar de tratarse de un periodo de tan solo un año en el que el artista realiza dos viajes a Marruecos, esta etapa es considerada como fundamental en el desarrollo de Matisse, tanto por la producción resultante así como por la influencia continua que significó en su obra. Su importancia es tal que ha sido motivo de estudios y exposiciones como la titulada Matisse in Morocco: The Paintings and Drawings 1912-1913, exhibida entre junio y septiembre de1990 en el Museo de Arte Moderno de Nueva York (MoMA), siendo resultado del trabajo entre esta institución, la Galerìa Nacional de Arte de Washington D. C., el Museo Pushkin de Moscú y el Museo Hermitage de San Petersburgo (entonces Leningrado).
El país y las condiciones privilegiadas en las que trabaja contrastan con las que había acostumbrado hasta el momento el artista, lo que resulta en alrededor de 20 cuadros, además de diversos bosquejos y dibujos. A pesar de que sus otros viajes al extranjero le permiten apreciar espacios y tipos de luz diferentes que enriquecen su práctica en general, las estancias en Marruecos son importantes por la cantidad y ambición de la obra que produce.

El primero de estos viajes sucede de enero a febrero de 1912, el segundo de octubre de 1912 a febrero de 1913. Durante el primero, permanece confinado en su cuarto del hotel Villa de France, en Tánger, debido a una intensa lluvia que dura un mes. El resultado de este primer periodo marroquí merece atención por ser una condensación de las sensaciones de un artista extraordinario, cuya búsqueda estética es resultado de un descubrimiento personal. 
“En Tánger trabajé siempre con la mirada puesta en el mismo objetivo, es decir, en el fondo, la búsqueda de mí mismo a través de motivos diversos” (Jack Cowart, “Carnets de croquis et dessins marocains de Matisse : la recherche de soi-même à travers des motifs divers”, p. 101).
Previo a Marruecos, Matisse ya había viajado a Argelia en 1906, durante una etapa de transición de su obra. Gracias a este viaje y su investigación de otras tradiciones artísticas como la egipcia, la griega, la asiática, la precolombina y la africana, desde 1907, Apollinaire subrayaba la combinación de todas éstas junto con las evidentes raíces europeas en el trabajo de Matisse. Sin embargo, hasta antes de su estancia en Marruecos, el interés de Matisse en el arte dicho “primitivo” se centraba en su espíritu y no en su estilo. 
Como se puede suponer, las obras producidas en Marruecos muestran escenas y elementos de este país del Magreb como La palma (La palme) (1912) (cuyo título original era Mañana de marzo en Tánger), Zorah en amarillo (Zorah en jaune) (1912), La marroquí (La Marocaine) (1912-1913) o Puerta de la alcazaba (Porte de la Casbah) (1912-1913). Sin embargo, pintó también un par de cuadros que capturan imágenes posibles en cualquier otro lugar, como las dos naturalezas muertas Cesta de naranjas (Corbeile d’oranges) (1912) y El florero de iris (Le Vase d’iris) (1912), primera obra hecha durante su primer viaje. La disposición de este cuadro, con sus flores delante de un espejo, hecho probablemente cuando la lluvia confinó al artista a su habitación de hotel, anuncia obras similares de naturalezas muertas frente a espejos como las que haría más tarde en Niza. 
Un acierto de Matisse en los cuadros que realizó de escenas exteriores de Marruecos es la forma en que recrea la luz a partir de capas de veladura de pigmentos finos, transparentes y translúcidos. Uno de los mejores ejemplos de lo anterior puede ser observado en Sobre la terraza (Sur la terrasse) (1912-1913). En esta obra Zorah, la modelo favorita del artista en ese viaje, está sentada sobre la terraza del burdel donde trabajaba. La luz entra por la derecha y la línea del cielo en el borde superior contrasta con las zonas de luz y sombra del interior, el cual es de una gran variedad de tonalidades de azul que rodean a la modelo, sonriente y totalmente vestida, con un velo que le cubre el cabello.
Luego de las dos estancias marroquíes, la experiencia acompaña a Matisse y a su obra de una u otra forma por el resto de su vida. Su influencia se ve, por ejemplo, en el trabajo de collage en papel que realiza al final de su vida. Por ejemplo, es posible ver una presencia de Marruecos en la Zulma, collage de 1950 que hace pensar en su modelo Zorah. 
Durante los primeros años de su vida en Niza, la influencia marroquí es quizá mucho más clara y explícita a través de odaliscas y sus vestidos exóticos delante de decorados evidentemente marroquíes. Ejemplos de lo anterior lo tenemos en los cuadros Almuerzo oriental (Déjeuner oriental) (1917) y Odalisca y taburete (Odalisque et Tabouret) (1928).

### Collage: última etapa creativa

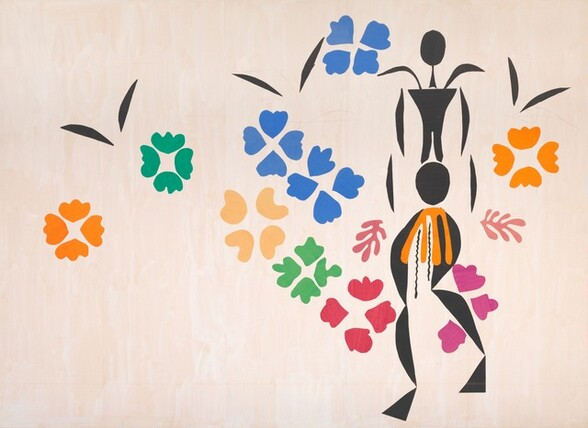
La négresse, 1953, Galería Nacional de Arte, Washington D. C.

Matisse pasó los últimos años de su vida produciendo desde una silla. En 1941, tras un cáncer de colon y una serie de operaciones quirúrgicas, la fragilidad general que experimenta lo obliga a pasar sus días con el apoyo de una silla de ruedas, desde donde se las ingenia para continuar con lo que llamaba "pintura con tijeras". Se tratan así de collages (también referidos como cut-outs en inglés o gouaches découpées en francés) hechos con recortes de hojas de papel blanco pintadas con gouache. Sobre todo en las obras de grandes dimensiones, Matisse daba las instrucciones sobre los colores a utilizar por sus asistentes -al frente de los cuales estaba Lydia Delectorskaya-, para luego él mismo recortarlos y dejar que su equipo los pegaran con alArchivores al soporte final.
Además del colorido de las piezas, que contrasta con el contexto internacional de la Segunda Guerra y la situación personal del artista, los temas representados en los collages son igualmente joviales. Alrededor de la escena o personaje(s) central(es), destacan muchas veces figuras dinámicas e igualmente coloridas que recuerdan formas de la naturaleza como corales, algas marinas o estrellas. Uno de los mejores ejemplos de esta etapa es Jazz, libro ilustrado con tema circense que realiza en pleno conflicto bélico pero publicado hasta 1947. 

## Matisse en los museos del mundo
La obra de Matisse está repartida en distintas colecciones públicas y privadas alrededor del mundo, principalmente en el museo que lleva su nombre.

### Museo Matisse
Fundado en 1963 y catalogado como museo nacional, este recinto ubicado en Niza alberga la colección del artista donada por sus herederos al gobierno de esta ciudad de la Costa Azul francesa.

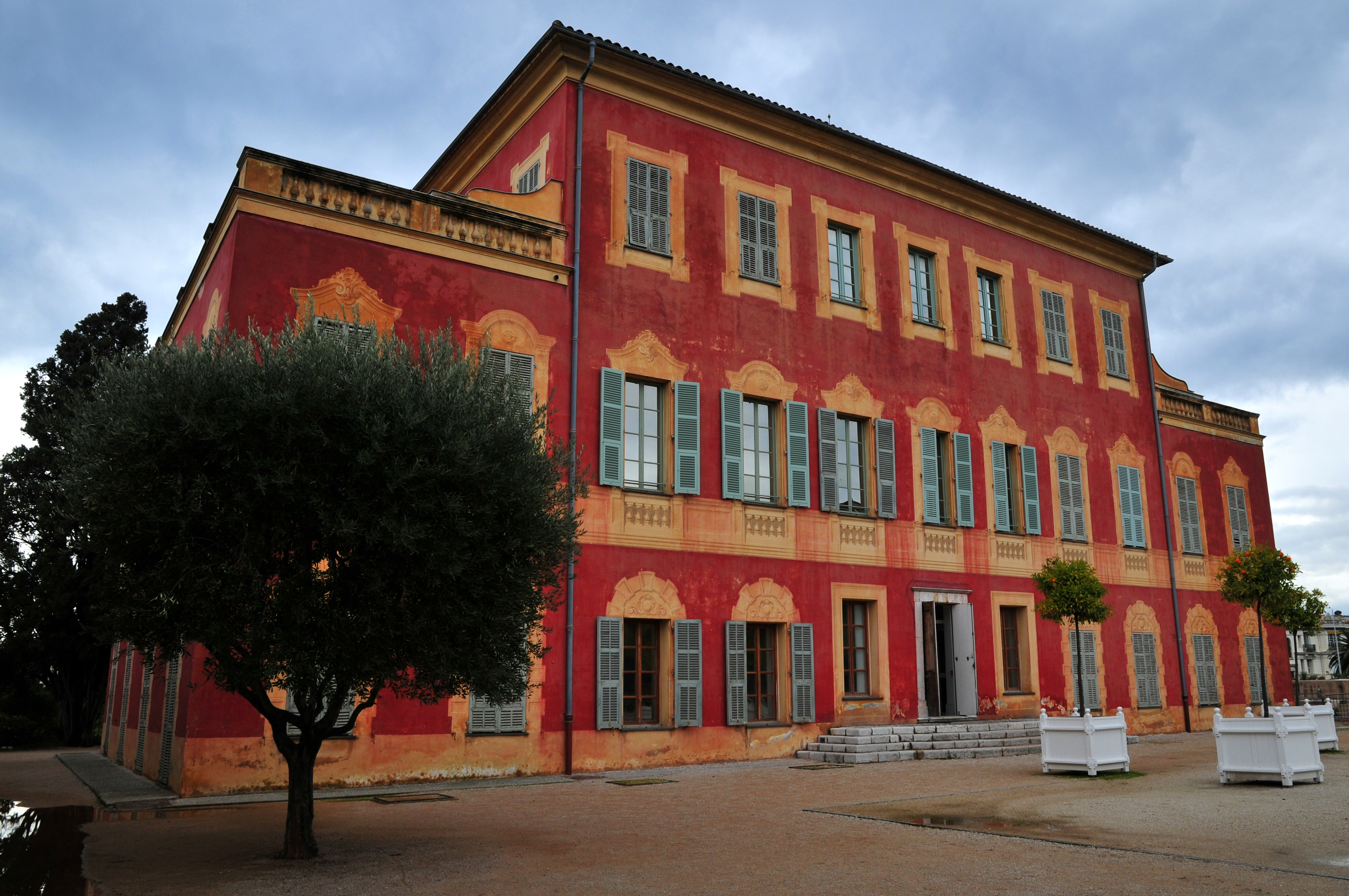
Museo Matisse en Niza

Además de las obras de Matisse, posee más de 130 objetos que pertenecían a su taller como mobiliario, textiles, utensilios diversos. En cuanto a la obra de arte realizada por Matisse, el museo cuenta con 31 pinturas, 236 dibujos, 218 grabados, 38 collages al gouache, 57 esculturas y 14 libros ilustrados que dan cuenta de todos sus periodos de producción. En 2012, la familia del artista hizo una donación adicional de 400 fragmentos de papel pintados al gouache que nunca fueron utilizados por Matisse.
El fondo correspondiente a la escultura es el más grande de un museo en Europa y contiene casi todas las obras hechas con esta técnica por el artista. 
Cuenta también con un fondo de fotografías que captan a Matisse en distintos momentos de su vida y realizadas por fotógrafos de renombre como Herni Cartier-Bresson.

### Museo Hermitage
Algunos de sus principales trabajos pertenecen al acervo del Hermitage, en San Petersburgo, Rusia, incluido La danza (1910), uno de sus obras más emblemáticas y reconocibles. Este recinto también alberga cuadros de la estancia del artista en Marruecos, pintados entre 1912 y 1913, así como retratos del periodo de 1909 a 1913, y algunos realizados en las décadas de 1920, 1930 y 1940.

### Centro Pompidou de París
La colección del Museo Nacional de Arte Moderno de Francia que alberga el Centro Pompidou incluye obra de las principales etapas de producción de Matisse. En total, se tratan de 245 piezas entre dibujos, esculturas, grabados y pinturas. Cinco de estas piezas fueron adquiridas en 2001 y correspondían a la colección de Marie Matisse (1914-1999), viuda de Jean Matisse, hijo mayor del artista.

### Museo de Arte Moderno de NY (MoMA)
El MoMA alberga cerca de 20 obras de Matisse, entre pintura, dibujos, grabados, esculturas y cerámicas pintadas.

### Museo Guggenheim (NY)
El Museo Solomon R. Guggenheim de Nueva York tiene obras de Matisse como parte de su colección Sergei Shchukin, célebre coleccionista ruso que se convirtió en uno de los principales mecenas de Matisse.

### Otros museos
- Albright-Knox Art Gallery[28]
- Chrysler Musem of Art[29]
- Museo del Novecento[30]
- Museus Castro Maya[31]
- Museo de Arte Contemporáneo de Caracas

## Publicaciones

### Escritas / Ilustradas por Matisse
- Correspondance : 1925-1946 [32]
- Escritos y consideraciones sobre el arte (Écrits et propos sur l'art)[33][34]
- Jazz [22]
- Las flores del mal (Les fleurs du mal) de Baudelaire[35]
- Notas de un pintor (Notas de un pintor).[36]

### Sobre Matisse

#### En español
- La obra pictórica de Matisse: desde la ruptura "fauve" al intimismo 1904 - 1928 con introducción de Mario Luzi; biografía y estudios críticos de Massimo Carra[37]
- François Fédier:  Matisse. Apuntes de un pintor. Rev. Alpha N.º 46, Osorno (Chile), julio de 2018.Trad. de Jorge Acevedo
- François Fédier:Henri Matisse. Consideraciones; en Cuadernos de Filosofía N.º 35, Concepción (Chile), 2017; pp. 143-155. Traducción de Jorge Acevedo Guerra.
- François Fédier: Pensar desde el arte, Editorial Universitaria, Santiago, 2022. Edición de Jorge Acevedo Guerra.

#### En francés
- Henri Matisse de Wolf y Tilche[38]
- Les papiers découpés : dessiner avec des ciseaux [oeuvres de] Henri Matisse de Xavier-Gilles Néret.[39]
- Matisse au Maroc de Jack Cowart[18]
- Matisse, une splendeur inouïe de Xavier Girard[40]

#### En inglés
- Henri Matisse: The Early Years in Nice, 1916-1930 de Cowart and Foucard[41]
- Matisse and Picasso: The Story of Their Rivalry and Friendship de Jack Flam[42]
- Matisse, His Art, and His Textiles: The Fabric of Dreams de Ann Dumas[43]
- Matisse: The Dance de Jack Flam[44]
- Matisse the Master: A Life of Henri Matisse; the Conquest of Colour, 1909-1954 de Hilary Spurling[45]
- The Sculpture of Henri Matisse de Isabelle Monod-Fontaine[46]
- The Unknown Matisse: A Life of Henri Matisse. 'Vol. 1:' 1869-1908 de Hilary Spurling[47]